# Śluz szyjkowy

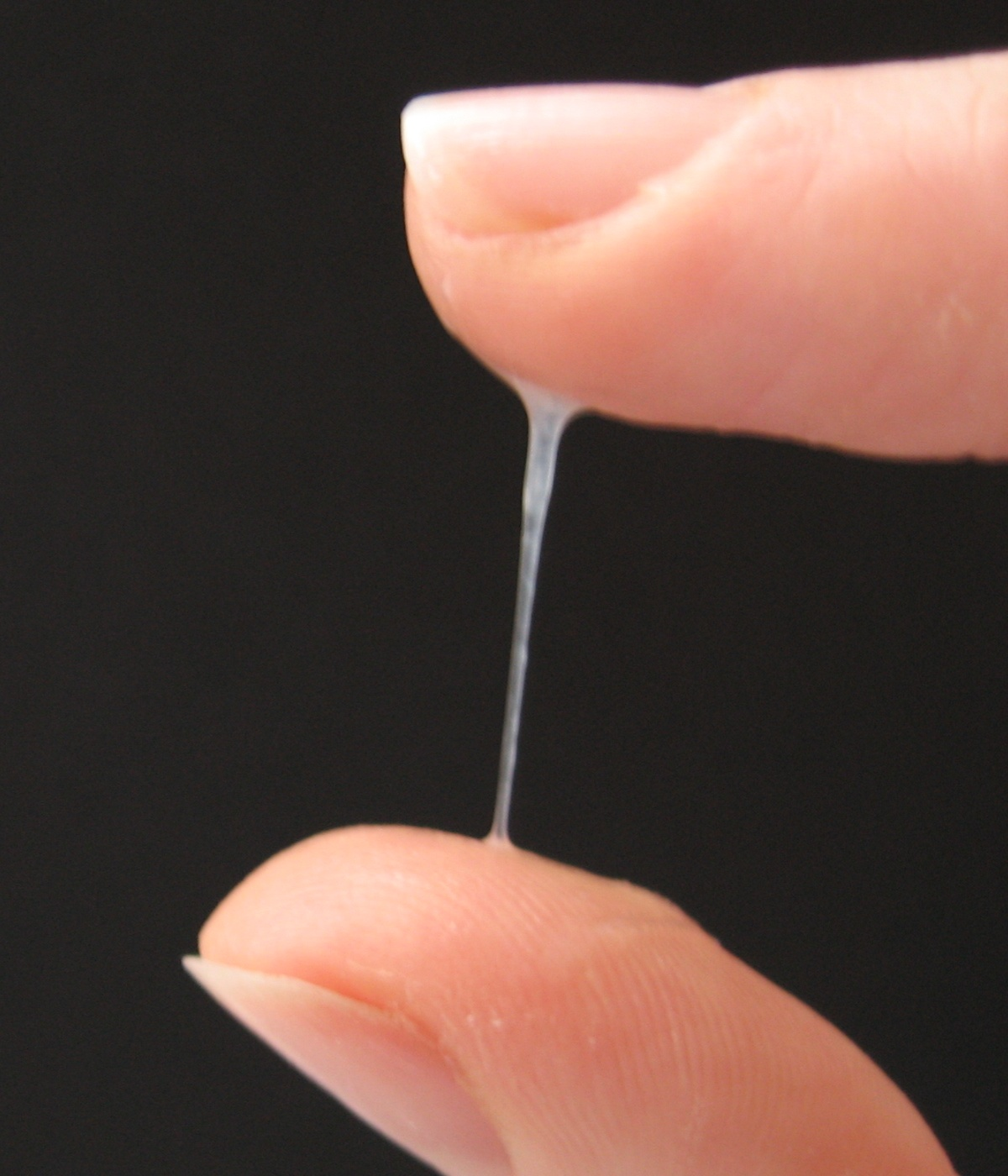
Lepkość śluzu szyjkowego zmienia się w zależności od fazy cyklu owulacyjnego.

Śluz szyjkowy − wydzielina śluzowa wytwarzana przez gruczoły szyjki macicy w reakcji na zmiany poziomu estrogenów i progesteronu. W zależności od fazy cyklu miesiączkowego śluz może pełnić rolę bariery broniącej plemnikom dostępu do macicy, lub też środowiska sprzyjającego szybszemu ich przemieszczaniu.
W kanale szyjki macicy znajduje się kilkaset gruczołów wytwarzających od 20 do 60 mg śluzu szyjkowego na dobę, ilość ta zwiększa się do około 600 mg na dobę w okolicy owulacji. Śluz szyjkowy jest kleisty i lepki dzięki wysokiej zawartości białek zwanych mucynami, jednak jego lepkość zmienia się w zależności od fazy cyklu menstruacyjnego. Śluz składa się w około 93 procentach z wody, w środku cyklu zawartość wody zwiększa się do około 98 procent.
Gęstość śluzu zależy od poziomu hormonów, w szczególności estrogenu i progesteronu. Po miesiączce, przy niskim poziomie estrogenów, gęsty, i lepki śluz gestagenny o podwyższonej kwasowości zamyka ujście szyjki macicy i tworzy barierę broniącą plemnikom dostępu do niej. Gęsty śluz broni także dostępu do macicy rozmaitym patogenom, dzięki czemu pośrednio chroni zygotę w okresie tuż po zapłodnieniu.
W miarę narastania poziomu estrogenów szyjka zostaje pobudzona do wydzielania estrogennego śluzu: najpierw typu L (ang. loaf – bochenek), odpowiedzialnego za tzw. selekcję plemników a następnie wysoce płodnego śluzu typu S (ang. string – sznurek). Ten rodzaj wydzieliny jest bardziej zasadowy dzięki czemu ułatwia przetrwanie plemników, jest też bardziej ciągnący, a jego mniejsza kleistość ułatwia im dotarcie do macicy. Po owulacji śluzy typu L i S zanikają a pojawia się ponownie śluz gestagenozależny. Ze względu na jego właściwości, ocena parametrów śluzu szyjkowego jest wykorzystywana w metodach naturalnego planowania rodziny.
Pod względem chemicznym śluz jest zawiesiną zawierającą m.in. elektrolity (wapń, sód, potas), związki organiczne (glukozę, aminokwasy, białka), a także śladowe ilości cynku, miedzi, żelaza, manganu i selenu oraz wolne kwasy tłuszczowe, enzymy (takie jak amylaza) i hormony (m.in. prostaglandyny).
W ujęciu mikroskopowym, mucyny tworzą rozbudowaną sieć micelarną o prześwicie między micelami nieco mniejszym niż średnica główki plemnika. Dzięki tej właściwości śluzu plemniki o nieprawidłowej morfologii poruszają się w nim dużo wolniej niż te, których budowa zewnętrzna jest prawidłowa, trudniej jest im zatem dotrzeć do komórki jajowej.
Właściwości blokujące gęstych form śluzu szyjkowego mają szczególne znaczenie w okresie ciąży, gdy śluz tworzy tzw. czop śluzowy (łac. operculum) zamykający szyjkę macicy, uniemożliwiający wypłynięcie wód płodowych i chroniący rozwijający się zarodek przed bakteriami. Czop obluzowuje się w miarę rozszerzania się szyjki macicy i ostatecznie jest wydalany z organizmu, najczęściej w trakcie pierwszej fazy porodu lub niedługo wcześniej.